# Królewna Śnieżka (anime)
Królewna Śnieżka / Królewna Śnieżka i siedmiu krasnoludków (jap. 白雪姫の伝説 Shirayuki Hime no Densetsu; ang. The Legend of Princess Snow White) – japońsko-włoski serial animowany wyprodukowany przez Tatsunoko Production i Mondo TV oparty na motywach baśni braci Grimm o tej samej nazwie. Wyemitowany po raz pierwszy w latach 1994–1995 przez NHK.

## Opis fabuły
Anime opowiada o przygodach królewny Śnieżki, która jest wychowywana przez nianię Molly, gdyż jej matka Róża zachorowała i zmarła, a jej ojciec – król Konrad wyjechał na wojnę. Dziewczyna wiodła beztroskie życie na zamku, aż do momentu, gdy król ożenił się po raz drugi. Nowa macocha Śnieżki była zazdrosna o jej wdzięk i urodę, wobec tego kazała leśniczemu Samsonowi zabić dziewczynę. Samson jednak lituje się nad królewną i każe jej uciekać do lasu. Śnieżka zamieszkuje w lesie z siedmioma krasnoludkami, z którymi przeżywa wiele wspaniałych przygód.

## Wersja japońska

### Obsada (głosy)
- Yuri Amano – Królewna Śnieżka
- Mari Yokô – Krysta, Lady Chrystal (Zła Królowa)
- Takehito Koyasu – Książę Ryszard
- Hiroshi Naka – Szef
- Tetsuya Iwanaga – Wesołek
- Nobuyuki Furuta – Drewienko
- Katsumi Suzuki – Rumianek
- Kōzō Shioya – Złociszek, Spek
- Wataru Takagi – Weterynarz
- Junichi Sugawara – Smakosz
- Akiko Hiramatsu – Milarka
- Asami Mukaidono – Molly
- Shinpachi Tsuji – Samson
- Kappei Yamaguchi – Jack
- Yuuko Mizutani – Memole
- Akiko Yajima – Milfe
- Hiroko Maruyama – Melba
- Tsutomu Kashiwakura – Poppy
- Yūko Sasaki – Narrator

### Muzyka
Opening
- Heart no mori e tsuretette (jap. ハートの森へつれてって Hāto no mori e tsuretette) w wykonaniu Miki Sakai z Red Dolphins

Ending
- Folk Dance (jap. フォークダンス Foku Dansu) w wykonaniu Mebae Miyahara.

## Wersja polska
W Polsce serial był emitowany po raz pierwszy w latach 90. na kanale Polonia 1 oraz powtarzany na Super 1 z japońskim dubbingiem (odcinek drugi z dubbingiem angielskim) i polskim lektorem, którym była Agnieszka Rogińska (czyta większość odcinków). Od 14 października 2013 serial ponownie wrócił na ekrany i był emitowany na kanale TV4, następnie emitowany był w TV6 i TV TRWAM w nowej wersji lektorskiej.

### Wersja Polonia 1
- Wersja polska: Studio Publishing / En-Be-Ef
- Lektor: Agnieszka Rogińska (większość odcinków)

### Wersja TV Trwam
- Wersja polska: Fundacja Lux Veritatis we Wrocławiu
- Tekst: Karolina Wójtowicz
- Lektor: Gabriela Jaskóła

### Wersja VHS
Wersja wydana na VHS pod nazwą Królewna śnieżka i siedmiu krasnoludków. 
- Dystrybucja VHS: Mercury[11]
- Wersja z 1999 roku z francuskim dubbingiem i polskim lektorem[6]

### Wersja DVD
Serial oraz wersja pełnometrażowa została wydana na DVD. Dystrybucja: Rosmedia Wersja z angielskim dubbingiem i polskim lektorem Ireneuszem Machnickim.

## Postacie
- Królewna Śnieżka (jap. 白雪姫 Shirayuki Hime) – główna i tytułowa bohaterka serialu, piękna księżniczka o cerze białej jak śnieg i włosach czarnych jak heban. Dziewczyna o szlachetnym sercu, cechuje ją szczodrość oraz altruizm. Jej nadmierna ufność w dobroć świata jest jej słabym punktem. Macocha korzysta z tego faktu, żeby ją zabić. Śnieżka mimo to, iż podejrzewa, że stara kobieta, która chce jej wręczyć jabłko to Lady Chrystal przyjmuje je od niej, wierząc w to, że jej macocha nie jest tak do końca zła i nie życzy jej śmierci. Śnieżka wierzy w lepszy świat, w którym będzie mogła żyć w spokoju u boku ukochanego Księcia Richarda. Od odcinka "Przebudzenie", Śnieżka zamienia się w posąg pod koniec dnia. Spowodowane jest to tym, że jej macocha dała jej za mocną truciznę, którą był nasączony grzebień.
- Król Konrad (jap. コンラッド王 Konraddo Ō) – ojciec Śnieżki, jest władcą Zielonej Doliny. Waleczny i wrażliwy. Bardzo kochał Różę – matkę Śnieżki. Los sprawił, że ożenił się ponownie z Lady Chrystal. W obronie królestwa musi wyjechać na wojnę.
- Królowa Róża (Izabela) (jap. ロゼバッド Rozebaddo) – matka Śnieżki, bardzo troskliwa i opiekuńcza. Kocha bardzo swoją córeczkę. Niestety zły stan zdrowia sprawił, że musiała ją opuścić. Jej duch pojawia się w odcinku "Przebudzenie", gdzie uczy swoją córkę jak być dobrą królową.
- Krysta (Lady Chrystal) (jap. クリスタル Kurisutaru) – zła królowa, macocha Śnieżki, druga żona króla Konrada i daleka jego kuzynka. Jest bardzo piękną i próżną kobietą. Posiada magiczne lustro, które stale prosi o odpowiedź, kto jest najpiękniejszy w całym królestwie. Mistrzyni mrocznych sztuk magii, których używa, aby wyeliminować rywali i uzyskać wieczne piękno i moc. Ostatecznie jej celem nie jest zabicie Śnieżki, ale zawładnięcie jej ciałem, aby nadal być najpiękniejszą kobietą w królestwie. W rzeczywistości Lady Chrystal jest opętana przez złego demona, który zmusza ją do niegodziwych czynów. Ukrywa się pod postacią Mary.
- Molly (jap. モーリー Mōrī; Molly) – niania Śnieżki. Jest bardzo dobra i łagodna. Została wydalona z zamku przez Lady Chrystal, bo sprzeciwiała się jej rozkazom. Śnieżka odnajduje Molly w małej wiosce, ku swojemu przerażeniu odkrywa, że Molly straciła wzrok. W odcinku "Prezent od Meri" Molly odzyskuje wzrok ale ku jej przerażeniu widzi jak jej królewna jest w stanie bliskim śmierci.
- Książę Ryszard (jap. リチャード Richādo) – syn księcia Roberta Albertville, młodzieniec zakochany w Śnieżce. Jest odważny i waleczny. Uratował Śnieżkę ze szponów okrutnego stwora (diabła), który zamieszkał w ciele Lady Chrystal i kontroluje jej działania.
- Samson (jap. サムソン Samuson) – myśliwy, który na zlecenie Złej Królowej ma zabić Śnieżkę. Jest postawnym i silnym mężczyzną, dobrze włada łukiem, zna las i jego mieszkańców. W głębi duszy jest wrażliwy i opiekuńczy, dawno temu stracił ukochaną córkę Lisę, która została zabita przez niedźwiedzia. Wielokrotnie Ratuje Śnieżkę z rąk Lady Chrystal.
- Krasnoludki:
  - Szef (jap. ボス Bosu; Boss) – jest najstarszy z siedmiu krasnoludków. Pełni rolę lidera i ich przywódcy. Ma długą białą brodę. Potrafi czytać Księgę Mądrości, napisaną w starożytnym języku krasnoludków, dzięki czemu potrafi uratować Śnieżkę z wielu niebezpieczeństw.
  - Rumianek (jap. カモミール Kamomīru; Camomillo) – ekspert w dziedzinie ziół i mikstur leczniczych. Pełni rolę lekarza, to on dba o wzrok Molly i odnajduje lekarstwa na wszystkie problemy.
  - Weterynarz (Gapcio) (jap. ペット Betto; Vet) – tchórzliwy i wstydliwy, ma wielką pasję do zwierząt, potrafi komunikować się z nimi.
  - Drewienko (Maruda) (jap. ウッディー Uddeī; Woody) – mistrz obróbki drewna, stolarz, małomówny i cichy. Początkowo był wrogi w stosunku do Śnieżki, ale tak naprawdę zrobił dla niej wiele dobrego (m.in. wystrugał duże łóżko, aby królewna miała gdzie spać).
  - Złociszek (jap. ゴルディー Gorudī; Goldie) – najsilniejszy i najbardziej wytrzymały z krasnoludków. Ma złote serce i wielką odwagę.
  - Smakosz (Łasuch) (jap. グルメ Gurume; Gourmet) – jest kucharzem w domu krasnoludków. Słodki i gruby. Uczy Snieżkę sztuki kulinarnej.
  - Wesołek (Śmieszek) (jap. ジョリー Jorī; Jolly) – najmłodszy z krasnoludków. Bardzo kocha Śnieżkę.
- Milarka (jap. ミラルカ Miraruka) – jest uwięziona w mieczu. Została oddzielona od ukochanego – Speka, który jest niewolnikiem Lady Chrystal w magicznym zwierciadle.
- Spek – duch zamknięty w zwierciadle Królowej zmuszony odpowiadać na jej pytania. Jego kompetencje są nieograniczone, ale nie do tego stopnia, żeby go uwolnić z niewoli zaklęcia. Darzy miłością Mylarkę, która zawsze jest w jego myślach.
- Jack – młody chłopak, zawadiaka, trochę krnąbrny, ale o dobrym sercu, jako dziecko został opuszczony. Żyje na wolności, prawie nigdy nie wraca do domu i spędza całe dnie w lesie. Na początku nie lubi Śnieżki i drwi z jej wyglądu, ale w końcu zakochuje się w niej.
- Milfe (jap. ミルフェ Mirufue) – mała wróżka, którą Królewna Śnieżka i Wesołek spotkali w trakcie wyprawy. Włada żywiołem wiatru.
- Gobby (jap. ゴビー Gobē) – książę Goblinów, darzy uczuciem Królewnę Śnieżkę i pragnie wziąć ją za żonę. Wesołek postanawia się z nim zmierzyć. Włada żywiołem ognia.
- Memole (jap. メムル Memuru) – bliska przyjaciółka Gobby’ego. Memole jest w nim potajemnie zakochana. Postanawia pomóc Śnieżce uciec od niechcianego z nim małżeństwa.
- Memula (jap. メムーラ Memūra) – ciotka Memole obdarzona potężnymi mocami. Jest twórcą czaru, który ocalił Gobliny trzysta lat wcześniej od złego ducha Ronniego, sprowadzając go do równoległego świata.
- Poppy (jap. ポンピ Ponpe) – dziecko elfów. Wykluwa się z jaja, które Wesołek znajduje i wychowuje. Włada żywiołem wody.

## Lista odcinków
| Nr | Polski tytuł | Francuski tytuł                        | Angielski tytuł                        | Japoński tytuł                                    |
| -- | --- | -------------------------------------- | -------------------------------------- | ------------------------------------------------- |
|    | |                                        |                                        |                                                   |
| 01 | Narodziny dziecka (Polonia 1) Piękna niczym śnieg (DVD Rosmedia) Piękna niczym śnieg (TV Trwam)                    | Une princesse est née                  | Beautiful As Snow                      | Yuki no yō na shōjo 雪のような少女                |
|    | |                                        |                                        |                                                   |
| 02 | Nowa królowa (Polonia 1) Chora ambicja (DVD Rosmedia) Wybujała ambicja (TV Trwam)                                  | La fidèle nourrice                     | A Wild Ambition                        | Hateshinai yokubō 果てしない欲望                  |
|    | |                                        |                                        |                                                   |
| 03 | Szczególne spotkanie (Polonia 1) Spotkanie w słoneczny dzień (DVD Rosmedia) Spotkanie w słoneczny dzień (TV Trwam) | Le prince Richard                      | A Meeting On A Sunny Day               | Yō damari no deai 陽だまりの出会い                |
|    | |                                        |                                        |                                                   |
| 04 | Obietnica (Polonia 1) Dotrzymana obietnica (DVD Rosmedia) Dotrzymana obietnica (TV Trwam)                          | Le printemps des adieux                | The Promise Was Kept                   | Yuki ni chikatta yakusoku 雪に誓った約束          |
|    | |                                        |                                        |                                                   |
| 05 | Diabelski plan (Polonia 1) Szansa na miłość (DVD Rosmedia) Nadzieja na miłość (TV Trwam)                           | Le cœur de la princesse                | A Chance For Love And Hope             | Kiri no mukō no ashita e 霧のむこうの明日へ       |
|    | |                                        |                                        |                                                   |
| 06 | Siedmiu krasnoludków (Polonia 1) Siedmiu krasnoludków (DVD Rosmedia) Siedmiu krasnoludków (TV Trwam)               | Les sept nains                         | The Seven Dwarfs                       | Shichinin no dowāfu ７人のドワーフ                |
|    | |                                        |                                        |                                                   |
| 07 | Nowa rodzina (Polonia 1) Nowa rodzina (DVD Rosmedia) Nowa rodzina (TV Trwam)                                       | Une nouvelle famille                   | A New Family                           | Atarashii kazoku 新しい家族                       |
|    | |                                        |                                        |                                                   |
| 08 | Zaczarowane kwiaty (Polonia 1) Magiczne kwiaty (DVD Rosmedia) Księżniczka i magiczne kwiaty (TV Trwam)             | Les fleurs magiques                    | The Jolly Prince And The Magic Flowers | Fushigi no hana no sasayaki ふしぎの花のささやき  |
|    | |                                        |                                        |                                                   |
| 09 | Spotkanie (Polonia 1) Spotkanie pod gwiazdami                                                                      | Rencontre sous les étoiles             | The Meeting Under The Stairs           | Hoshi furu mori no saikai 星降る森の再会          |
|    | |                                        |                                        |                                                   |
| 10 | List od Ryszarda (Polonia 1) List do Ryszarda List do księcia (TV Trwam)                                           | La lettre de Richard                   | A Letter From Richard                  | Richādo no tegami o リチャードの手紙を            |
|    | |                                        |                                        |                                                   |
| 11 | Niebezpieczna przygoda na zamku Przygoda na zamku                                                                  | L'aventure au château                  | A Dangerous Adventure At The Castle    | O-shiro no naka o daibōken お城の中を大冒険       |
|    | |                                        |                                        |                                                   |
| 12 | Uśmiech przyjaciela (Polonia 1) Uśmiech przyjaciela                                                                | Une épreuve difficile                  | The Smile Of A Friend                  | Yūjō ga kureta egao 友情がくれた笑顔              |
|    | |                                        |                                        |                                                   |
| 13 | Zielony wąż (Polonia 1) Zatruta wstążka (TV Trwam)                                                                 | Un diable bleu et vert                 | A Green-Blue Devil                     | Wakakusairo no akuma 若草色の悪魔                 |
|    | |                                        |                                        |                                                   |
| 14 | Las życia (Polonia 1) Zagubione kwiaty (TV Trwam)                                                                  | Le vieux livre                         | The Lost White Flower                  | Wareta shiroi hana われた白い花                   |
|    | |                                        |                                        |                                                   |
| 15 | Czarodziejska tęcza (Polonia 1) Wśród kolorowej mgły (TV Trwam)                                                    | Le jeu de piste                        | A Rainbow-Coloured Frog                | Yūki no kiri wa niji no shoku 勇気の霧は虹の色    |
|    | |                                        |                                        |                                                   |
| 16 | Motyle (Polonia 1) Motyle (TV Trwam)                                                                               | Les papillons                          | The Butterflies                        | Chō yo mae aoi sora ni? 蝶よ舞え青い空に          |
|    | |                                        |                                        |                                                   |
| 17 | Czary Weterynarza (Polonia 1) Nocne zaklęcie (TV Trwam)                                                            | Le lapin blanc                         | A Spell In The Moonlit Night           | Tsuki no yoru no o-majinai 月の夜のおまじない     |
|    | |                                        |                                        |                                                   |
| 18 | Lodowa kraina (Polonia 1)                                                                                          | Au pays des glaces                     | The Ice Country                        | Mayoikonda kōri no tsuki 迷い込んだ氷の月         |
|    | |                                        |                                        |                                                   |
| 19 | Maleństwo (Polonia 1) Mała dziewczynka (TV Trwam)                                                                  | Une nouvelle amie                      | A Little Child                         | Karikurashi no onna no ko 借り暮らしの女の子      |
|    | |                                        |                                        |                                                   |
| 20 | Dobroć serca (Polonia 1) Dobre serce (TV Trwam)                                                                    | Une princesse au grand cœur            | Goodness Of Heart                      | Yasashisa no hate ni やさしさの果てに             |
|    | |                                        |                                        |                                                   |
| 21 | Wyprawa Wesołka (Polonia 1) Do zobaczenia Wesołku (TV Trwam)                                                       | Le voyage initiatique                  | Good-Bye Jolly                         | Sayonara Jorī さよならジョリー                    |
|    | |                                        |                                        |                                                   |
| 22 | Dziwne jajo (Polonia 1) Dziwne jajo (TV Trwam)                                                                     | Un œuf étrange                         | A Strange Egg                          | Tamago no papa ni nattara 卵のパパになったら      |
|    | |                                        |                                        |                                                   |
| 23 | Tajemnicza góra (Polonia 1) Zaczarowana Góra (TV Trwam)                                                            | La montagne légendaire                 | The Legendary Mountain                 | Maboroshi no yama e hashire まぼろしの山へ走れ    |
|    | |                                        |                                        |                                                   |
| 24 | Mała wróżka (Polonia 1)                                                                                            | La petite fée                          | A Little Fairy                         | Anata no yōsei dakara あなたの妖精だから          |
|    | |                                        |                                        |                                                   |
| 25 | Niepokojący głos (Polonia 1)                                                                                       | Une voix venue d'ailleurs              | A Voice From Long Ago                  | Toki o koeta sakebi 時を超えた叫び                |
|    | |                                        |                                        |                                                   |
| 26 | Wieczna miłość (Polonia 1)                                                                                         | Un amour éternel                       | A Timeless Love                        | Itsuka ai no tame ni いつか愛のために             |
|    | |                                        |                                        |                                                   |
| 27 | Miła niespodzianka (Polonia 1) Miła niespodzianka (TV Trwam)                                                       | Une bonne surprise                     | A Pleasant Surprise                    | Omoigakenai saikai 思いがけない再会               |
|    | |                                        |                                        |                                                   |
| 28 | Urocza dziewczynka (Polonia 1) Śliczna dziewczynka (TV Trwam)                                                      | Une fillette adorable                  | A Lovely Girl                          | Tenshi no yō na Marī 天使のようなマリー           |
|    | |                                        |                                        |                                                   |
| 29 | Chłopiec z lasu (Polonia 1)                                                                                        | Un garçon moqueur                      | A Boy From Woods                       | Mori kara kita shōnen 森から来た少年              |
|    | |                                        |                                        |                                                   |
| 30 | Szukając kwiatu szczęścia (Polonia 1)                                                                              | A la recherche de la fleur de l'espoir | Looking For The Flower Of Hope         | Kibō no hana o mezashite 希望の花をめざして       |
|    | |                                        |                                        |                                                   |
| 31 | Prezent od Meri (Polonia 1)                                                                                        | Le cadeau de Marie                     | A Gift From Mary                       | Marī kara no okurimono マリーからの贈り物         |
|    | |                                        |                                        |                                                   |
| 32 | Przebudzenie (Polonia 1)                                                                                           | Le réveil de Blanche-Neige             | Snow White's Awaking                   | Hakuchō yo futatabi 白鳥よふたたび                |
|    | |                                        |                                        |                                                   |
| 33 | Mgła (Polonia 1)                                                                                                   | Le brouillard maléfique                | The Evil Fog                           | Fukkatsu suru akuma no kiri 復活する悪魔の霧      |
|    | |                                        |                                        |                                                   |
| 34 | Plan Ronniego (Polonia 1)                                                                                          | Quand le mauvais génie est à l’œuvre   | Ronny's Stratagem                      | Ubawareta yōsei no kokoro 奪われた妖精の心        |
|    | |                                        |                                        |                                                   |
| 35 | Medalion miłości (Polonia 1)                                                                                       | Le pendentif de l'amour                | The Pendant Of Love                    | Hikare ai no pendanto 光れ愛のペンダント          |
|    | |                                        |                                        |                                                   |
| 36 | Cud (Polonia 1) Tajemnicza moc (TV Trwam)                                                                          | Un miracle                             | The Miracle                            | Arata naru tabidachi 新たなる旅立ち               |
|    | |                                        |                                        |                                                   |
| 37 | Zniknięcie królewny (Polonia 1) Śnieżka wyrusza w drogę (TV Trwam)                                                 | Le départ                              | The Departure                          | Shiawase wa futari no te ni 幸せは二人の手に      |
|    | |                                        |                                        |                                                   |
| 38 | Ucieczka (Polonia 1)                                                                                               | Une rencontre inattendue               | The Flight                             | Mirai e no wakare 未来への別れ                    |
|    | |                                        |                                        |                                                   |
| 39 | Nadzieja (Polonia 1) Nadzieja na przyszłość (TV Trwam)                                                             | L'espoir renaît                        | A Hope For The Future                  | Mirai heno wakare 未来への別れ                    |
|    | |                                        |                                        |                                                   |
| 40 | Wspomnienia (Polonia 1) Wspomnienie (TV Trwam)                                                                     | L'appel de la reine                    | The Memory                             | Yomigaeru yami no kioku よみがえる闇の記憶        |
|    | |                                        |                                        |                                                   |
| 41 | Kwiaty (Polonia 1) Płaczący kwiat (TV Trwam)                                                                       | Le bouquet de fleurs                   | The Flower Cries                       | Kanashimi ni nureta hana 悲しみにぬれた花         |
|    | |                                        |                                        |                                                   |
| 42 | Iluzja (Polonia 1) Magiczny świat (TV Trwam)                                                                       | Un monde d'illusions                   | A World Of Illusions                   | Akuma ga yobu yume no kuni 悪魔が呼ぶ夢の国       |
|    | |                                        |                                        |                                                   |
| 43 | Łzy (Polonia 1) Dziewczęce łzy (TV Trwam)                                                                          | Les larmes de jeunes filles            | Girl's Tears                           | Nerawareta otome no namida 狙われた乙女の涙       |
|    | |                                        |                                        |                                                   |
| 44 | Odwaga (Polonia 1) Niezwykła odwaga (TV Trwam)                                                                     | Un prince courageux                    | Admirable Courage                      | Meguriai shinjite めぐりあい信じて                |
|    | |                                        |                                        |                                                   |
| 45 | Księżycowy czar (Polonia 1) Prośba do księżyca (TV Trwam)                                                          | Prière à la lune                       | A Prayer To The Moon                   | Tsuki no hikari ni negai o 月の光に願いを         |
|    | |                                        |                                        |                                                   |
| 46 | Tajemnica lustra (Polonia 1) Tajemnica lustra (TV Trwam)                                                           | Miroir mystère                         | The Mirror's Mystery                   | Himerareta kagami no nazo 秘められた鏡の謎        |
|    | |                                        |                                        |                                                   |
| 47 | Czarodziej Jonasz (Polonia 1)                                                                                      | Jonas le magicien                      | Jonas The Great Magician               | Kaseki ni natta kokyō 化石になった故郷            |
|    | |                                        |                                        |                                                   |
| 48 | Moc Matki Ziemi (Polonia 1) Moc Matki Ziemi (TV Trwam)                                                             | La force de la terre                   | The Strength Of Mother Earth           | Daichi no chikara o kono te ni 大地の力をこの手に |
|    | |                                        |                                        |                                                   |
| 49 | Śmierć lasu (Polonia 1)                                                                                            | Le royaume pétrifié                    | The Forest Is Sufficationg!            | Midori no mori o kaeshite 緑の森をかえして        |
|    | |                                        |                                        |                                                   |
| 50 | Zatrute jabłko (Polonia 1)                                                                                         | La pomme empoisonnée                   | The Poisoned Apple                     | Unmei no doku ringo 運命の毒リンゴ                |
|    | |                                        |                                        |                                                   |
| 51 | Błękitny sokół (Polonia 1)                                                                                         | Le retour de l'aigle bleu              | The Blue Hawk Has Arrived              | Maiorita aoi taka 舞い降りた青い鷹                |
|    | |                                        |                                        |                                                   |
| 52 | Pocałunek (Polonia 1)                                                                                              | Le baiser                              | The Kiss                               | Itsu made mo egao o いつまでも笑顔を              |
|    | |                                        |                                        |                                                   |

## Opis odcinków
1. Narodziny dziecka (alternatywne tytuły: Piękna niczym śnieg; Narodziła się królewna) (ang. A child is born)

Król Konrad i jego żona oczekują narodzin dziecka. Królowa Róża (Izabela) chciałaby by jej dziecko miało karnację białą jak śnieg. Kilka miesięcy potem rodzi się piękna królewna, której ze względu na jej jasną cerę nadano imię Śnieżka. Dziewczynka dostała na swoje czwarte urodziny trzy zwierzątka: psa Mruczka (Mlekota), kota Urwiska (Kieszeń) oraz gołąbka Groszka (Kuku). Śnieżka często bawi się z nimi w lesie. Pewnego dnia zapuściła się daleko w las, nagle ku zaskoczeniu spotyka wędrujące krasnoludki. Zatroskana Molly wszędzie szuka małej królewny i martwi się o nią. Śnieżka wraca do zamku cała i zdrowa, chce pochwalić się mamie, że w lesie widziała krasnoludki. Niestety jej matka nie czuje się najlepiej. Królowa nie wróciła do zdrowia po urodzeniu córki i niedługo potem zmarła. Przed śmiercią pragnęła, żeby król Konrad w trosce o Śnieżkę ponownie się ożenił. Królowa Róża chciała, aby jej małej córeczce nigdy nie zabrakło miłości matki. Wobec powyższego król ożenił się po raz drugi. Nowa królowa – Lady Chrystal, daleka kuzynka Konrada była bardzo piękną kobietą, słynęła ze swej urody w całym królestwie. Na zamku organizuje się przyjęcie z okazji 12 urodzin Śnieżki. Macocha powoli staje się być zazdrosna o pasierbicę, nie podobają się jej suknie małej królewny, gdyż są drogie i eleganckie. Lady Chrystal obawia się, że Śnieżka mogłaby przyćmić jej urodę. Niestety król Konrad musi wyjechać na wojnę i nie będzie go na przyjęciu urodzinowym córki. Królowa pod nieobecność ojca Śnieżki pokazuje swoje prawdziwe oblicze. Zajęła tron i od tej pory sprawuje władzę w państwie.